# 590년 로마 페스트
590년 로마 페스트는 590년 로마시를 휩쓴 페스트다. 가래톳페스트로 여겨지는 해당 페스트는 유스티니아누스 페스트로부터 시작하여 고대 후기까지 이어지는 제1차 페스트 범유행의 일부다. 로마 페스트는 주교 겸 연대기 작가인 그레고리우스 투로넨시스에 의해, 그리고 훗날 연대기 작가 부제 파울루스에 의해 기록됐다. 590년 로마 페스트로 인해 교황 펠라지오 2세가 사망했다.